# Cecil Rawling
Cecil Godfrey Rawling ( Londen, 16 februari 1870 - nabij Passendale (België), 28 oktober 1917) was een Britse brigadegeneraal en ontdekkingsreiziger.

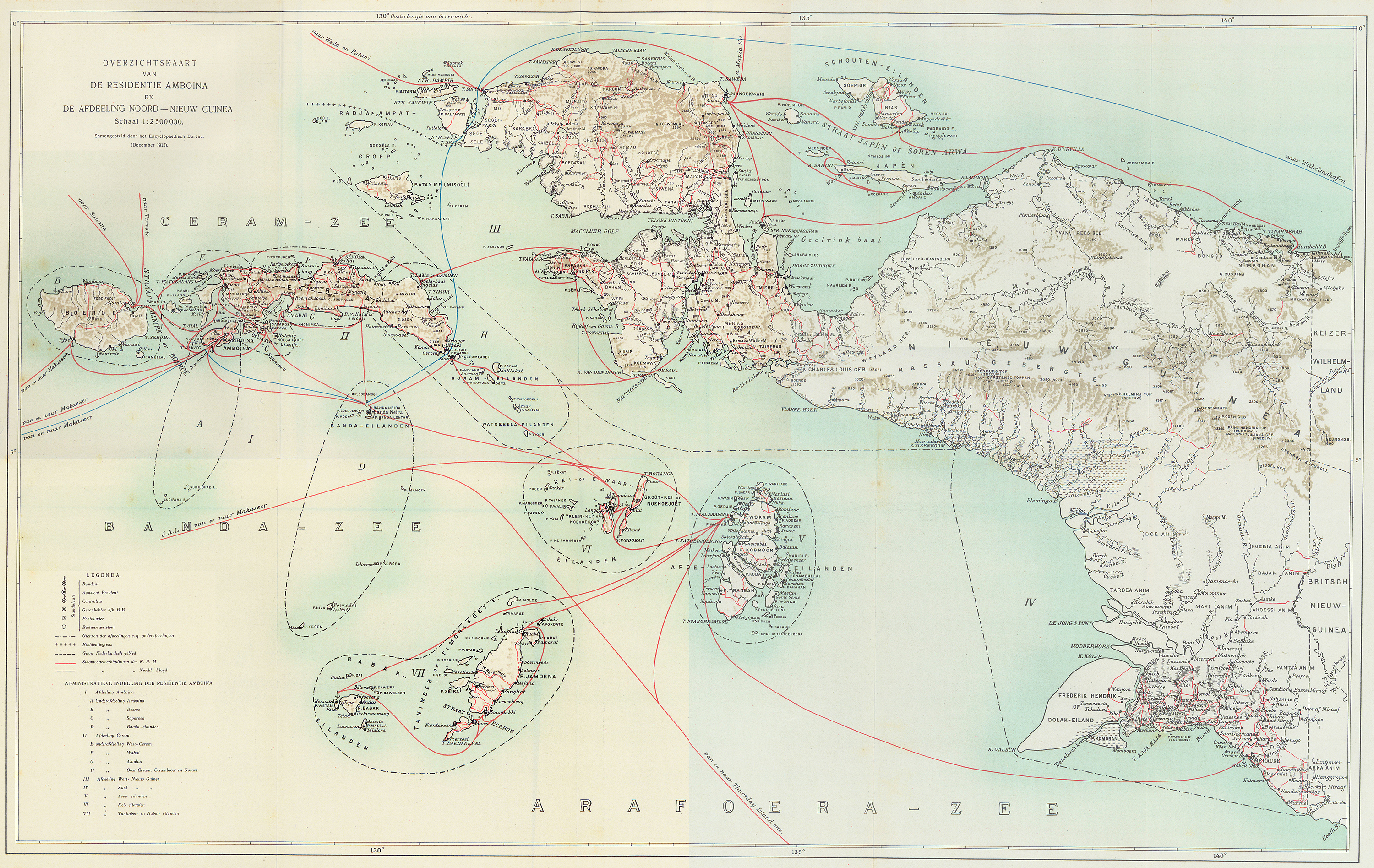
Expeditiekaart van Nieuw-Guinea in de jaren 1907-1915

In de jaren 1903-1904 nam Rawling deel aan de Britse Veldtocht in Tibet onder leiding van Francis Younghusband. Zijn team onderzocht de uitlopers van de Mount Everest en de bron (Yarlung Tsangpo) van de rivier de Brahmaputra. Rawling schreef over deze tochten The Great Plateau; Being an Account of Exploration in Central Tibet, 1903, and of the Gartock Expedition, 1904-1905 (London, 1905).
Als deelnemer van de Expeditie van de British Ornithologist's Union naar Nederlands Nieuw-Guinea, huidig Papoea, ontdekte hij in 1909 de Tapiro, een tot dan onbekende stam van kleine mensen. Over deze expeditie publiceerde hij The Land of the New Guinea Pygmies. An Account of the Story of a Pioneer Journey of Exploration into the Heart of New Guinea (London, 1913). 
Rawling kwam om het leven in de buurt van Passendale, België, bij de Derde Slag om Ieper tijdens de Eerste Wereldoorlog. Hij ligt begraven op The Huts Cemetery in Dikkebus.
Rawling werd tijdens zijn leven verschillende malen gedecoreerd, onder meer met de Orde van Sint-Michaël en Sint-George, de Orde van het Indische Keizerrijk en de Orde van Voorname Dienst.

## Militaire loopbaan
- Indiensttreding British Army: maart 1891[1]
- Lieutenant: begin 1896[1]
- Captain: 14 augustus 1901[1]
- Major: 27 november 1913[1]
- Waarnemend Lieutenant Colonel: 19 augustus 1914[1]
- Tijdelijk Brigadier-General: juni 1916[1]
- Brevet Lieutenant Colonel: 1917[1]
- Waarnemend Brigadier-General: 1917[1]